# Kanadische Badmintonmeisterschaft 1983
Die Kanadische Badmintonmeisterschaft 1983 fand Anfang Dezember 1983 in Calgary statt.

## Finalresultate
| Disziplin    | Sieger                             | Finalist                     | Ergebnis          |
| ------------ | ---------------------------------- | ---------------------------- | ----------------- |
| Herreneinzel | Mike Butler                        | Bob MacDougall               | 15-5, 15-8        |
| Dameneinzel  | Denyse Julien                      | Sandra Skillings             | 11-5, 11-0        |
| Herrendoppel | Mike deBelle Mike Bitten           | Jamie McKee Keith Priestman  | 15-9, 18-14       |
| Damendoppel  | Johanne Falardeau Claire Backhouse | Linda Cloutier Denyse Julien | 17-14, 15-8       |
| Mixed        | Mark Freitag Linda Cloutier        | Mike Butler Claire Backhouse | 15-9, 6-15, 15-10 |